# Frea bimaculata
Frea bimaculata là một loài bọ cánh cứng trong họ Cerambycidae.